# 라트비아의 코로나19 범유행
다음은 라트비아의 코로나19 범유행 현황에 대한 설명이다.
2019-20년 코로나바이러스 대유행은 2020년 3월 2일 라트비아에 도달한 것으로 확인되었다. 3월 13일, 정부는 모든 교육 기관을 폐쇄하고 4월 14일까지 집단 집회를 금지했으며, 이후 5월 12일까지 연장되었다. 많은 콘서트와 행사들이 취소되었고 다른 날짜로 옮겨졌다. 3월 20일 현재 적어도 1,600개의 문화 및 오락 행사가 중단되었다.

## 배경
세계보건기구(WHO)는 12일 2019년 12월 31일 처음 WHO의 주목을 받았던 중화인민공화국 후베이성 우한시의 한 집단에서 신종 코로나바이러스가 호흡기 질환의 원인임을 확인했다. 이 군단은 처음에 우한화난수산물도매시장과 연결되어 있었다. 그러나 실험실 확정 결과가 나온 그 첫 사례들 중 일부는 시장과 연관성이 없었고, 전염병의 근원은 알려져 있지 않다.
2003년 사스와 달리 COVID-19의 경우 치명률은 훨씬 낮았지만, 총 사망자 수가 상당할 정도로 감염 경로는 훨씬 더 컸다. COVID-19는 전형적으로 약 7일 정도의 독감과 유사한 증상을 보이며, 그 후 일부 사람들은 병원에 입원해야 하는 바이러스성 폐렴의 증상으로 발전한다. 3월 19일부터 COVID-19는 더 이상 "높은 결과 감염병"으로 분류되지 않았다.

## 같이 보기
- 나라별 코로나19 범유행
- 유럽의 코로나19 범유행